# Bombylius nephthys
Bombylius nephthys är en tvåvingeart som först beskrevs av Hall och Neal L. Evenhuis 1981.  Bombylius nephthys ingår i släktet Bombylius och familjen svävflugor.
Artens utbredningsområde är Arizona. Inga underarter finns listade i Catalogue of Life.